# Eusébio Cup de 2018
A Eusébio Cup 2018 foi a 10ª edição da Eusébio Cup onde a equipe portuguesa do Benfica enfrentou a equipe  do Lyon, a primeira da França a participar neste troféu.

## Detalhes do jogo
| 1 de agosto de 2018 | Benfica                     | 2-3 | Lyon                                  | Estádio Algarve, Loulé/Faro              |
|                     | Pizzi 59' Marcelo (og) '64' |     | Marcelo '40' Traore '45' Terrier '83' | Público: 17 000 Árbitro: Hélder Malheiro |